# Mariengrab

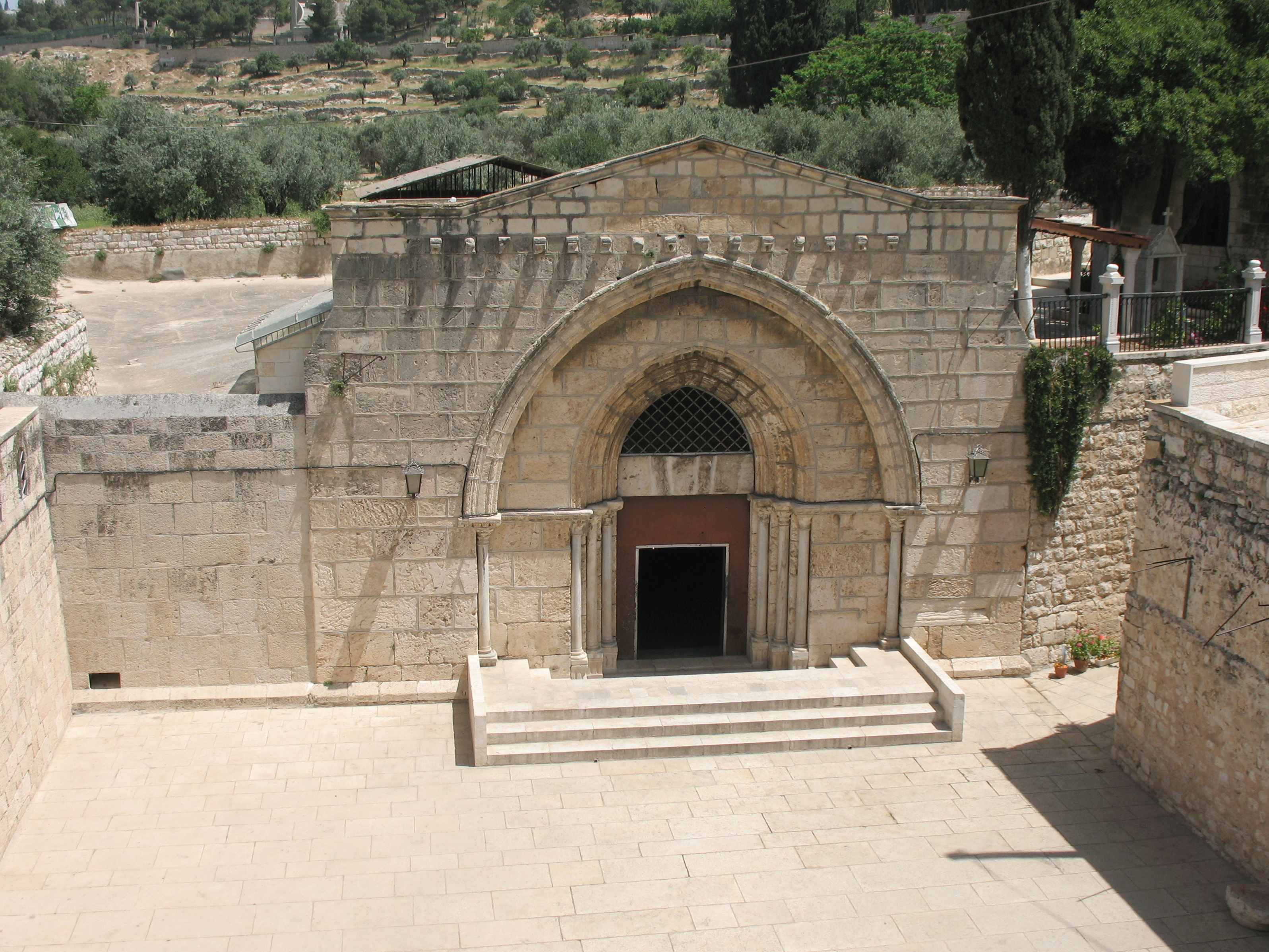
Eingang der Kirche

Das Mariengrab im Kidrontal bei Jerusalem wird nach altkirchlicher Tradition als die Grabstätte von Maria, der Mutter Jesu, angesehen. Das Grab liegt am Fuße des Ölberges, nahe bei der Kirche aller Nationen.
Eine kleine Kirche wurde dort im 4. Jahrhundert errichtet. Kreuzfahrer restaurierten und erweiterten sie im 12. Jahrhundert, bevor sie von Saladin nach der Eroberung Jerusalems zerstört wurde. Die Krypta wurde dabei verschont und ist bis heute erhalten geblieben, da Maria bzw. Maryam auch im Islam verehrt wird.
Die heutige Kirche gehört der griechisch-orthodoxen und der armenisch-apostolischen Kirche; die syrisch-orthodoxe, die koptisch-orthodoxe und die äthiopisch-orthodoxe Kirche dürfen sie mitbenutzen. Über eine steile Treppe hinter der Fassade steigt man zum Grab hinunter, in dem Maria einige Tage bis zu ihrer Himmelfahrt gelegen haben soll. Zudem werden dort die Gräber ihrer Eltern Joachim und Anna und ihres Mannes Josef gezeigt.
Jährlich findet einige Tage vor dem Fest Mariä Himmelfahrt (nach julianischem Kalender) eine Prozession mit dem „Leichnam Marias“ von der Stadt zum Grab statt.
Neben dem Eingang zur Kirche befindet sich der Eingang zur Verrats-Grotte der Katholiken, die an der Stelle errichtet sein soll, wo die Gefangennahme Jesu stattfand.
Einer Jerusalemer Tradition zufolge soll Maria am Berg Zion im Kreise der Jünger gestorben sein. Daran erinnert die römisch-katholische Dormitio-Kirche.
In Ephesus in der heutigen Türkei gibt es eine weitere Stätte, an der Maria einer anderen, sehr viel jüngeren Hypothese folgend gestorben bzw. in den Himmel aufgefahren sein soll. Das dortige, 1891 wiederentdeckte Marienhaus wird von der katholischen Kirche seit 1951 als Wallfahrtsstätte anerkannt und mit dem Besuch kann seit 1961 ein Plenarablass gewonnen werden. Der früher mit dem Besuch des traditionellen Mariengrabs in Jerusalem verbundene Plenarablass wurde bereits 1896 von Papst Leo XIII. für alle Zeiten aufgehoben.

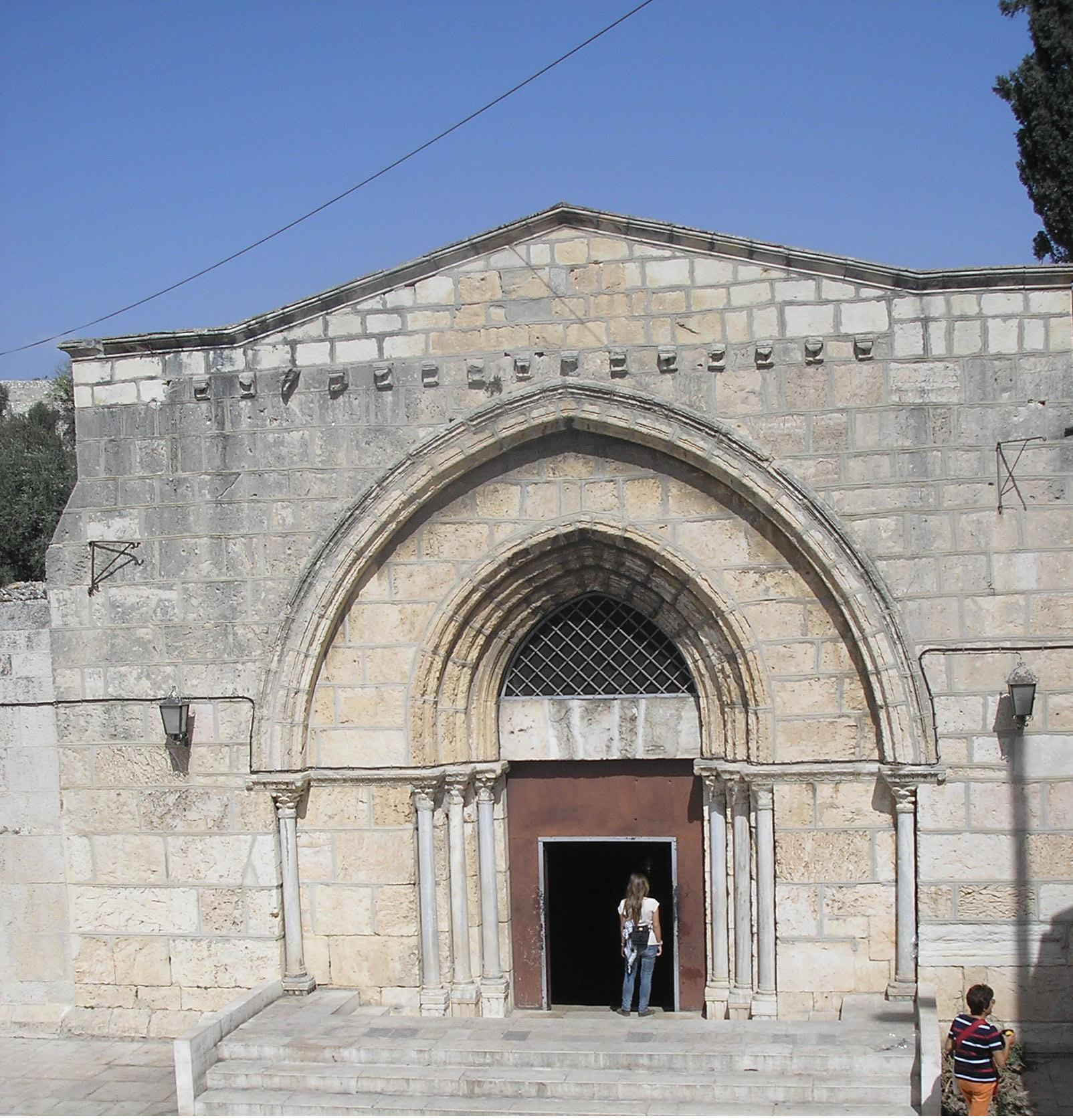
Fassade aus dem 12. Jahrhundert
Zustand 1933
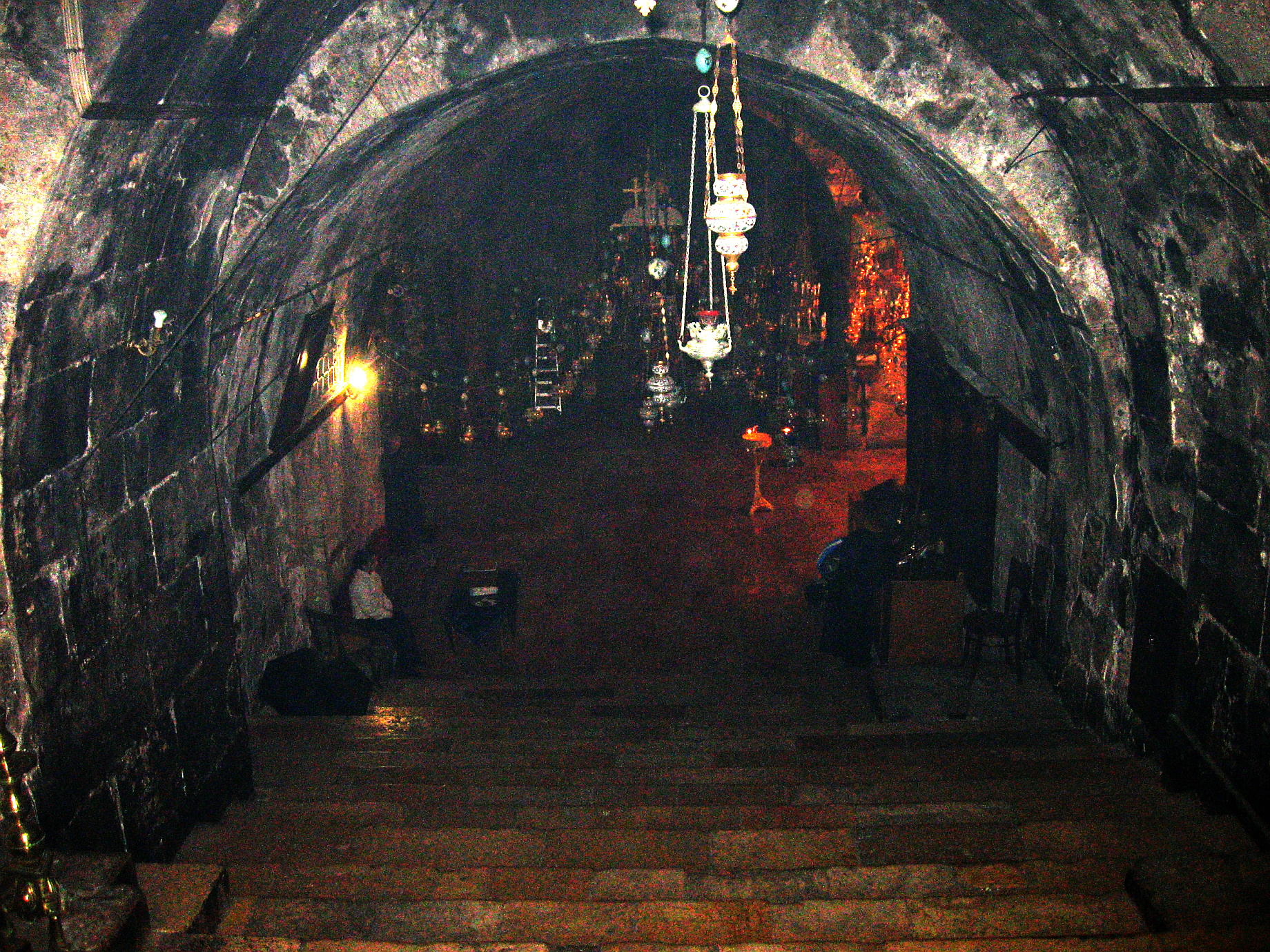
Die Eingangsstufen zwischen den zwei Kapellen.
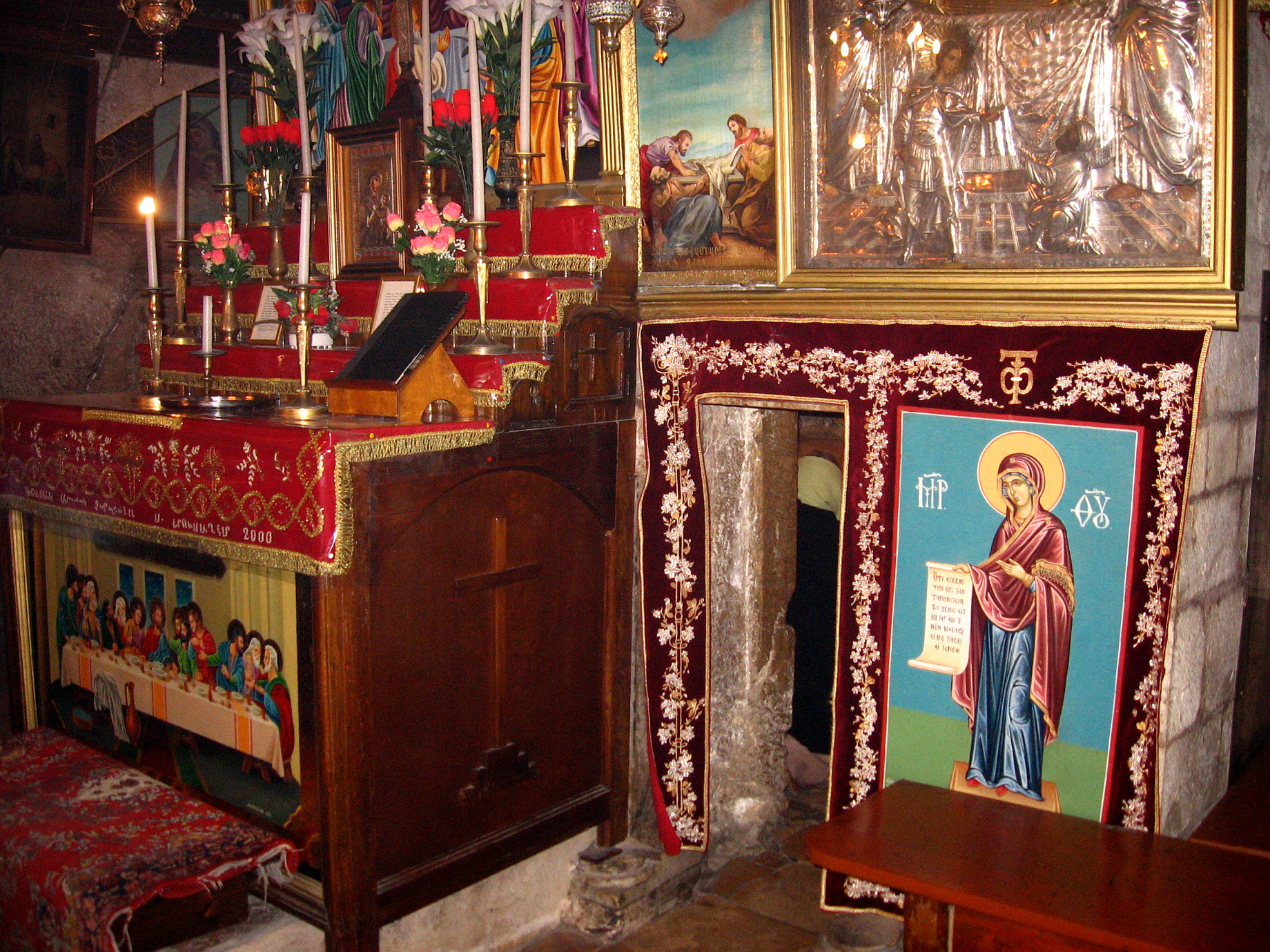
Die Grabstätte der Jungfrau Maria, Ölberg, Jerusalem.
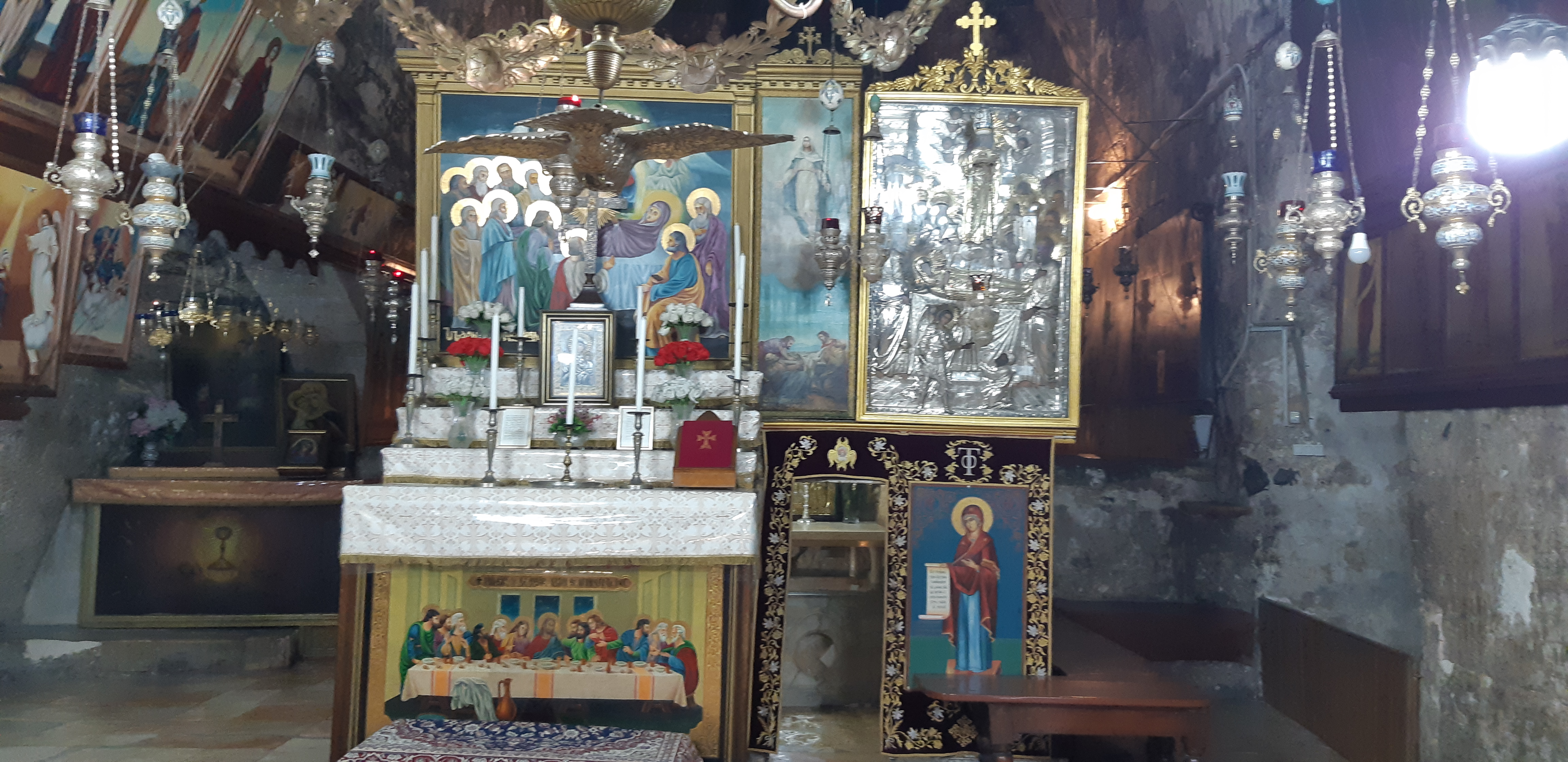
Grab der Jungfrau (Ausschnitt)
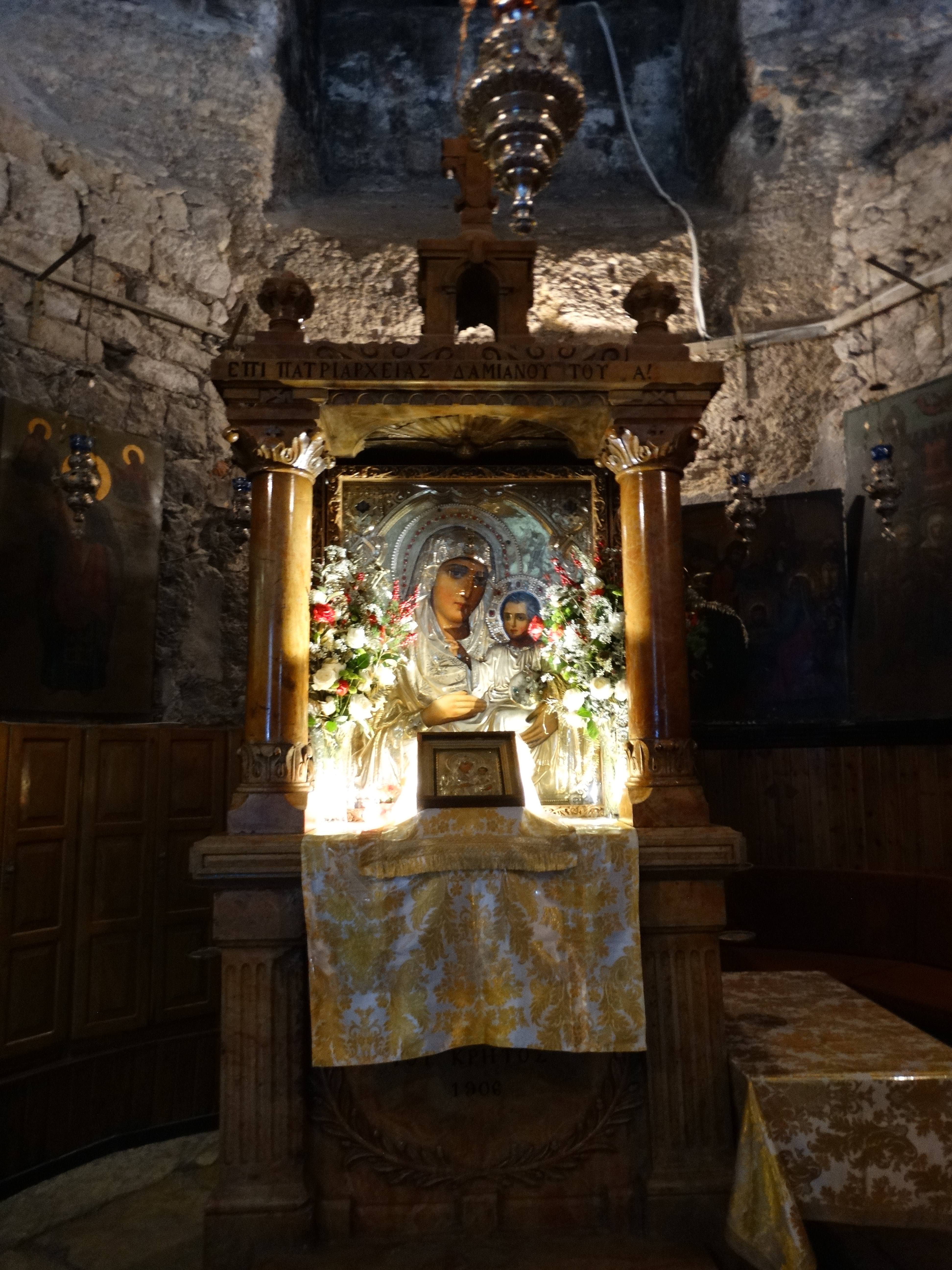
An der Ikone der Jungfrau im Tempel
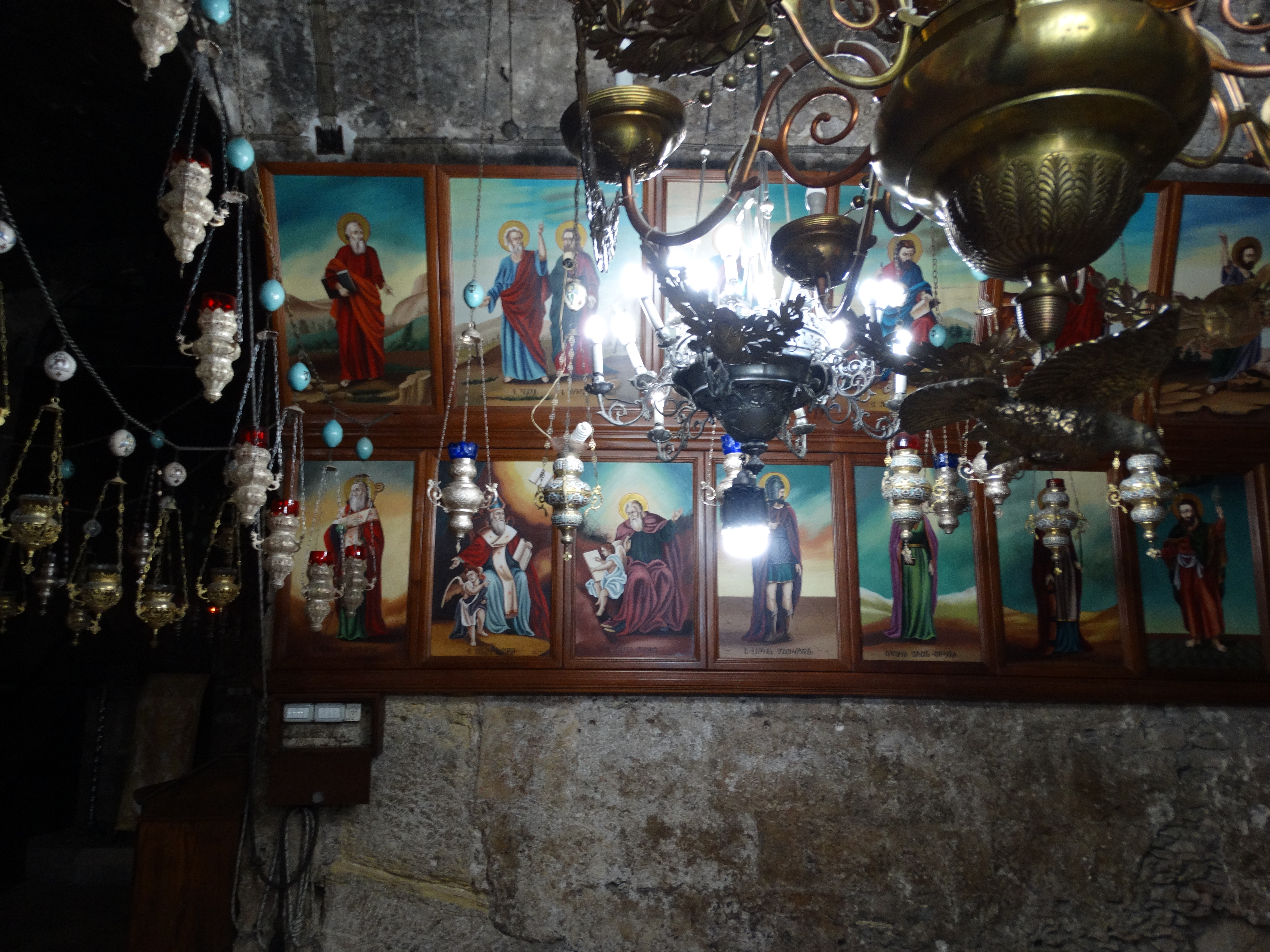
Gethsemane-Grotte. Gemälde mit Heiligenbildern an den Wänden der Grotte.
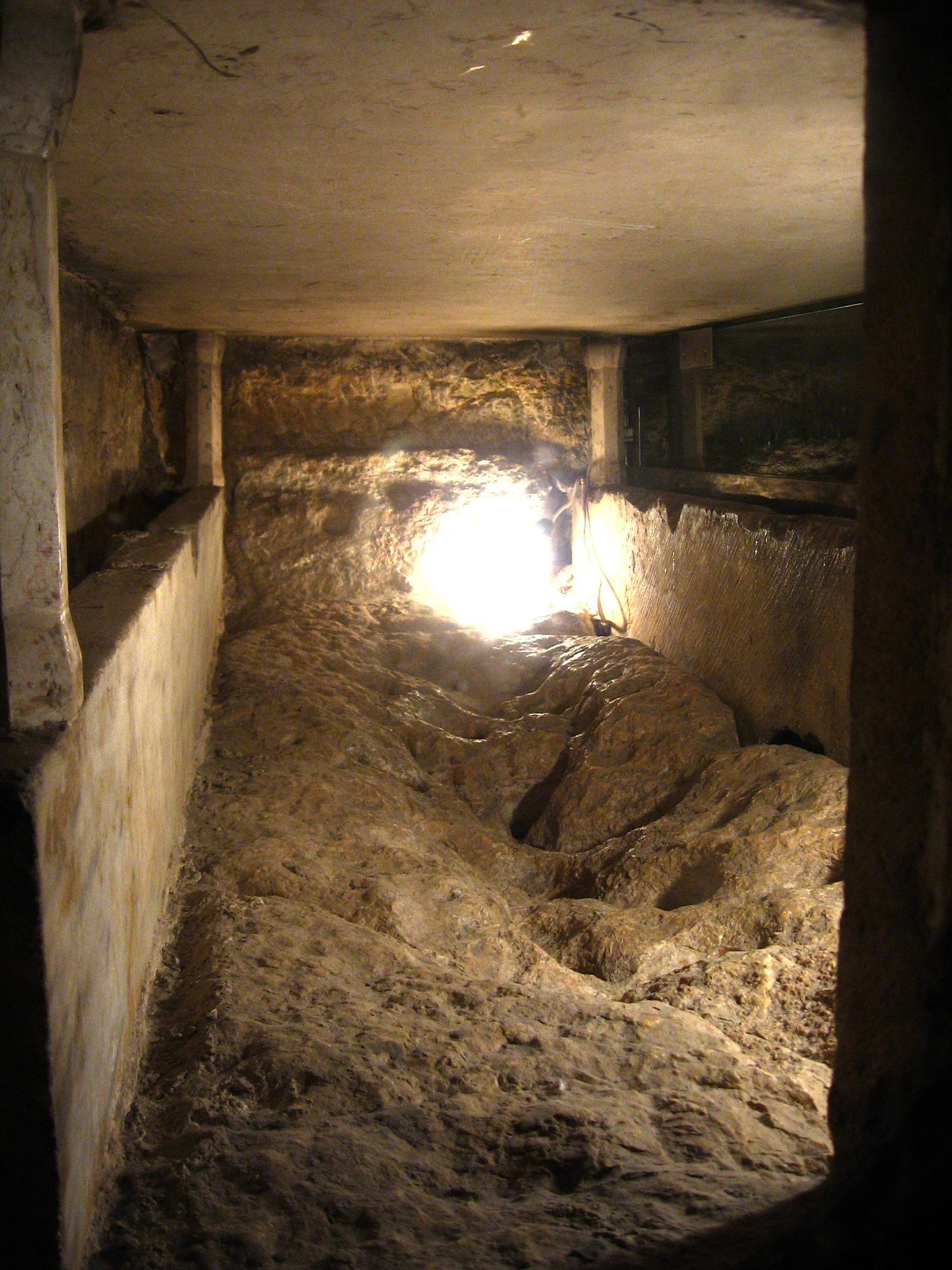
Der Sarkophag